# An Bình, Văn Yên
An Bình là một xã thuộc huyện Văn Yên, tỉnh Yên Bái, Việt Nam.

## Địa lý
Xã An Bình nằm ở phía đông bắc huyện Văn Yên, có vị trí địa lý:
- Phía đông giáp huyện Lục Yên
- Phía tây giáp xã Châu Quế Hạ và xã Đông An
- Phía nam giáp xã Đông Cuông và xã Quang Minh
- Phía bắc giáp xã Lâm Giang.

Xã An Bình có diện tích 36,19 km², dân số năm 2023 là 4.813 người, mật độ dân số đạt 132 người/km².

## Hành chính
Xã An Bình được chia thành 5 thôn: Khe Rông, Khe Trang, Tân Hoa, Trái Hút, Trung Tâm.

## Lịch sử
Trước đây, An Bình là một xã thuộc huyện Trấn Yên.
Ngày 16 tháng 12 năm 1964, Chính phủ ban hành Quyết định số 177-CP, điều chỉnh xã An Bình thuộc huyện Trấn Yên về huyện Văn Yên mới thành lập.
Ngày 2 tháng 3 năm 1973, Bộ trưởng Phủ Thủ tướng ra Quyết định số 12-BT, về việc:
- Giải thể xã Minh Đông
- Sáp nhập một phần của xã Minh Đông vào xã An Bình.